# 태종로 (경주시)
태종로(太宗路, Taejong-ro)는 경상북도 경주시 광명동에서 시작하여, 황오동을 거쳐 팔우정삼거리까지 연결하는 도로이다.
과거 태종로와 충효로를 이었으나, 2009년 12월 11일 도로명 주소 사업에 인해 태종로로 지정되었다.

## 노선 경로
- 노선 구간은 번호란의 배경색을 참조.
  - 연한 노란색(■): 국도 제4호선 노선 구간
- 중첩 구간은 번호란의 배경색을 참조.
  - 연한 하늘색(■): 국도 제4호선과 국도 제35호선 중첩 구간

| 이름                              | 접속 노선                                   | 비고 |
| --------------------------------- | ------------------------------------------- | ---- |
| 광명동                            | 국도 제4호선 국도 제35호선 (대경로)         |      |
| 와상교 (경주농산물산지유통단지)   |                                             |      |
| 효현동 경주대학교                 |                                             |      |
| 문화중고등학교 북단               | 충현로                                      |      |
| 월성중학교) (경주정보고등학교     |                                             |      |
| 서라벌대학교 신라고등학교         |                                             |      |
| 충효교 (경주여자중학교)           |                                             |      |
| 서악교 서단                       | 흥무로 국도 제4호선 국도 제35호선) (대경로) |      |
| 서천교                            |                                             |      |
| 터미널네거리 (경주고속버스터미널) | 강변로                                      |      |
| 서라벌네거리 (서라벌문화회관)     | 금성로                                      |      |
| 내남네거리 (대릉원 서단)          | 봉황로 국도 제35호선 (포석로)               |      |
| (대릉원 후문)                     | 중앙로                                      |      |
| 황남빵 (대릉원 동단)              | 계림로                                      |      |
| (이름 없음)                       | 북정로                                      |      |
| 팔우정삼거리                      | 국도 제7호선 (원화로)                       |      |

## 관할 구역
- 경상북도
  - 경주시 선도동(광명동 · 효현동  · 충효동  · 서악동), 중부동(노서동  · 노동동), 황남동(사정동  · 황남동), 황오동

## 사진

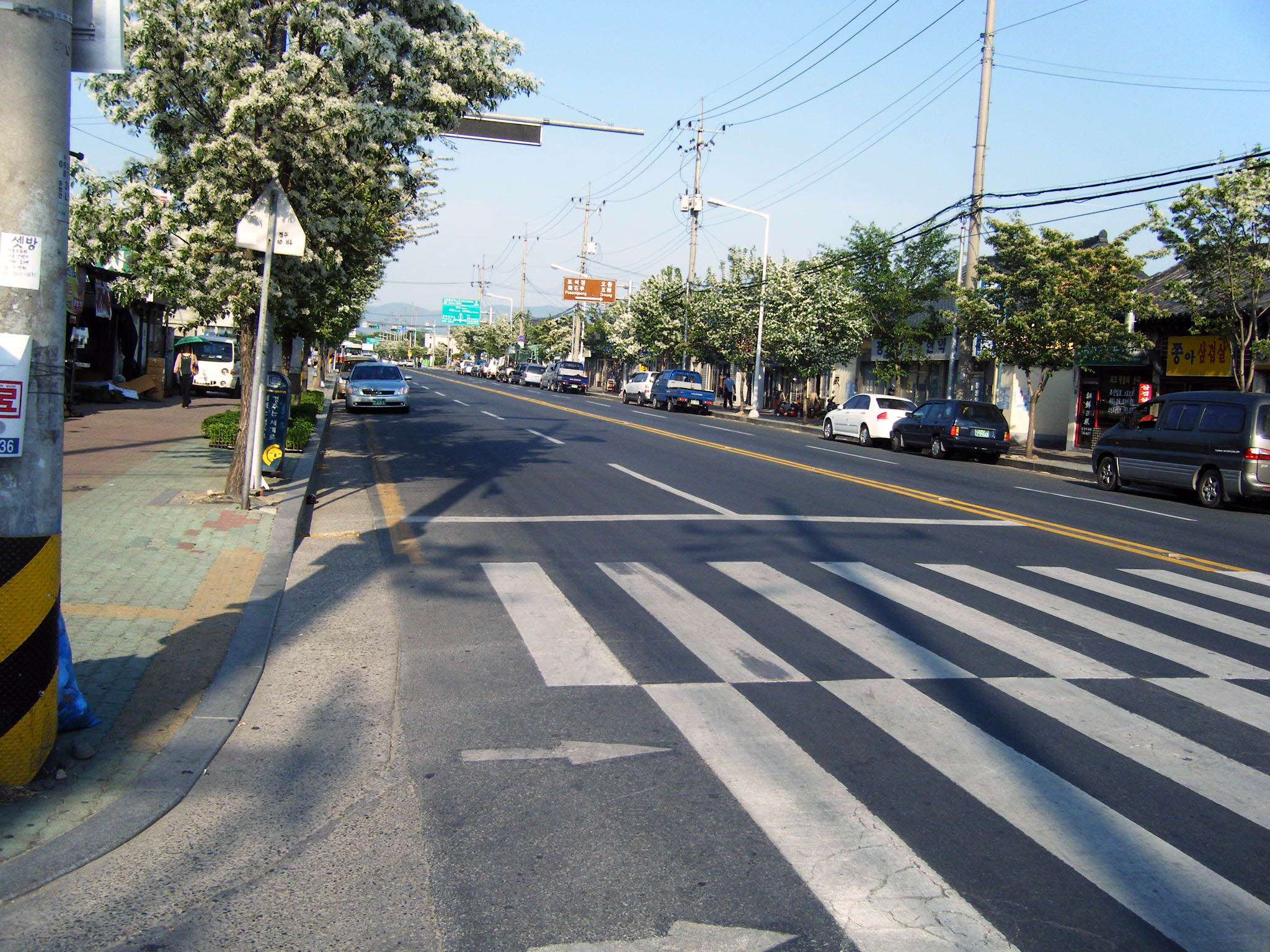
내남네거리
네거리 명칭 미상 (서악동)

## 참고 사항
- 주요 정체 구간은 터미널네거리에서 농산물유통센터에 이르는 구간과 서라벌 및 팔우정 인근 교차로가 대표적이다. 이들 구간은 상습적인 병목 현상이 발생하던 지역으로, 지능형교통시스템(ITS) 도입 이후 신호 체계가 개선되면서 정체 현상이 일정 부분 완화되었다. 그러나 관광객 유입이 집중되는 황리단길 방향에서는 여전히 교통 흐름의 지연이 나타나고 있다. 이에 따라 실시간 교통 정보를 확인하고, 필요시 대체 경로를 활용하는 것이 정체 구간을 효과적으로 회피할 수 있는 방법이라 할 수 있다.
- 과거에는 2차선 도로에 불과하였으나, 1970년대 이후 경주 시내 태종로는 도시 기능의 확장과 관광 수요의 증가에 따라 4차선 간선도로로 확장되었다. 관광객 증가와 차량 통행량 확대에 대응하기 위해 주요 교차로 및 중심 구간을 중심으로 차로 수가 점차 늘어났으며, 2000년대 이후에는 신호 체계의 개선과 함께 지능형교통시스템(ITS) 기반의 도로 관리 시스템이 도입되어, 태종로는 현대적인 교통 인프라를 갖춘 간선도로로 개편되었다.